# Ковнати-Жендове
Ковнати-Жендове (пол. Kownaty Żędowe) — село в Польщі, у гміні Цеханув Цехановського повіту Мазовецького воєводства.
Населення — 424 особи (2011).
У 1975-1998 роках село належало до Цехановського воєводства.

## Демографія
Демографічна структура станом на 31 березня 2011 року:
|          | Загалом | Допрацездатний вік | Працездатний вік | Постпрацездатний вік |
| -------- | ------- | ------------------ | ---------------- | -------------------- |
| Чоловіки | 217     | 43                 | 157              | 17                   |
| Жінки    | 207     | 43                 | 123              | 41                   |
| Разом    | 424     | 86                 | 280              | 58                   |